# Пиер-Даниел Нгуинда
Пиер-Даниел Нгуинда Ндифон (на френски: Pierre-Daniel Nguinda Ndiffon) е камерунски футболист, който играе на поста десен бек. Състезател на Суифт.

## Кариера
Нгуинда е бивш играч на Монако Б, Кевили Руен, Серкъл Брюж, КТП, Кретей-Луситанос и Льо Ман.
На 23 юни 2023 г. Пиер-Даниел е обявен за ново попълнение на софийския ЦСКА 1948. Дебютира на 7 август при равенството 1:1 като домакин на Хебър.